# Jazzzeitung
Die Jazzzeitung war eine deutschsprachige Jazz-Zeitschrift. Die von Sepp Dachsel gegründete Zeitung erschien erstmals 1976, zunächst noch unter dem Titel Jazz-Nachrichten. Ende 2014 wurde die Printausgabe der Jazzzeitung zugunsten des genreübergreifenden Magazins Silberhorn eingestellt, das bis Ende 2016 als Beilage zur neuen musikzeitung erschien. Eine Online-Ausgabe wird fortgeführt.
Die Jazzzeitung enthielt Interviews, Porträts, aktuelle Jazz-Nachrichten, insbesondere aus Deutschland, Rezensionen von CDs und Büchern, Nachrichten über Workshops und Festivals. Teilweise sind die Artikel online zugänglich. Zur Redaktion gehörten die Sängerin und Kabarettistin Ursula Gaisa (Leitung seit 2004), Ralf Dombrowski und Marcus A. Woelfle. Nachfolger von Sepp Dachsel als Chefredakteur und Herausgeber war von 1982 bis 1997 Hans Ruland, der auch die Grundlagen für eine Verbreitung über München und Bayern hinaus legte. Nachdem sich Ruland aus gesundheitlichen Gründen zurückziehen musste, wurde die Publikation vom ConBrio Verlag in Regensburg herausgegeben. Andreas Kolb übernahm die Leitung der Redaktion und wurde 2002 Chefredakteur.